# Tajemství divočiny
Tajemství divočiny (v anglickém originále Wild Secrets) je japonský dokumentární cyklus, poprvé vysílaný na televizi NHK v roce 2003. Každý díl je asi 30 minut dlouhý a odhaluje nejrůznější druhy zvířat a rostlin. 

## Seznam dílů
Tato část článku není úplná, proto nemusí obsahovat všechny informace.

### Druhá řada
- 1. Rodinný život šakalů
- 2. Kapustňáci, něžní obři z předměstí
- 3. Vrány hrubozubé, městští válečníci
- 4. Vorvani, poutníci oceánských hlubin
- 5. Tučňák kroužkový: Boj s živly
- 6. Kahau nosatí z Bornea
- 7. Delfáni a člověk - spojenectví v lovu
- 8. Island: Ptáci ohně a ledu
- 9. Torontší sokoli
- 10. Sibiřské léto
- 11. Mekong, znovuzrozená řeka
- 12. Záhada lví hřívy
- 13. Snáry, kolébka jižních oceánů

### Třetí řada
- 1. Gepard: Život na útěku
- 2. Datel černý - lesní tesař
- 3. Japonští králíci z říše stínů
- 4. Palauské medúzy
- 5. Lori - fantom pralesa
- 6. Plch japonský - zázrak přírody
- 7. Strašilkovci - poslové pravěku
- 8. Světlušky - světélka zamilovaných
- 9. Tuláci afrických savan
- 10. Sněžný balet
- 11. Malý potápěč
- 12. Sněžné opice: Horolezci z Yarigatake
- 13. Léky na jídelníčku

### Čtvrtá řada
- 1. Dželady
- 2. Lemuři
- 3. Kostlín kubánský
- 4. Poklady Vánočního ostrova
- 5. Pelikáni bílí
- 6. Jednorožci ledových moří
- 7. Kachničky manadrinské
- 8. Karety zelenavé
- 9. Medvědi s hlavou v oblacích
- 10. Termitiště
- 11. Vydry mořské
- 12. Zima hojnosti
- 13. Dravec z korun stromů